# 18de Oscaruitreiking
De 18de Oscaruitreiking, waarbij prijzen worden uitgereikt aan de beste prestaties in films in 1945, vond plaats op 7 maart 1946 in het Grauman’s Chinese Theater, in Hollywood, Californië. De ceremonie werd gepresenteerd door James Stewart en Bob Hope.
De grote winnaar van de 18de Oscaruitreiking was The Lost Weekend, met in totaal 7 nominaties en 4 Oscars.

## Winnaars

### Films
| Categorie          | Winnaar          | Regie        |
| ------------------ | ---------------- | ------------ |
| Beste Film         | The Lost Weekend | Billy Wilder |
| Beste Documentaire | The True Glory   | Carol Reed   |

### Acteurs
| Categorie                  | Winnaar       | Film                     |
| -------------------------- | ------------- | ------------------------ |
| Beste Mannelijke Hoofdrol  | Ray Milland   | The Lost Weekend         |
| Beste Vrouwelijke Hoofdrol | Joan Crawford | Mildred Pierce           |
| Beste Mannelijke Bijrol    | James Dunn    | A Tree Grows in Brooklyn |
| Beste Vrouwelijke Bijrol   | Anne Revere   | National Velvet          |

### Regie
| Categorie       | Winnaar      | Film             |
| --------------- | ------------ | ---------------- |
| Beste Regisseur | Billy Wilder | The Lost Weekend |

### Scenario
| Categorie                | Winnaar                          | Film             |
| ------------------------ | -------------------------------- | ---------------- |
| Beste Origineel Scenario | Richard Schweizer                | Marie-Louise     |
| Beste Bewerkt Scenario   | Charles Brackett en Billy Wilder | The Lost Weekend |

### Speciale prijzen
| Categorie      | Winnaar                              |  |
| -------------- | ------------------------------------ |  |
| Honorary Award | Walter Wanger en The House I Live In |  |